# Phlogiellus ornatus
Phlogiellus ornatus är en spindelart som först beskrevs av Tamerlan Thorell 1897. Phlogiellus ornatus ingår i släktet Phlogiellus och familjen fågelspindlar.
Artens utbredningsområde är Myanmar. Inga underarter finns listade i Catalogue of Life.